# South Fallsburg
South Fallsburg est une census-designated place du comté de Sullivan, dans l'État de New York, aux États-Unis,. En 2020, elle compte une population de 2 347 habitants.